# Hypolycaena sebasta
Hypolycaena sebasta är en fjärilsart som beskrevs av Gustaaf Hulstaert 1924. Hypolycaena sebasta ingår i släktet Hypolycaena och familjen juvelvingar. Inga underarter finns listade i Catalogue of Life.